# Скрада (Горж)
Скрада (рум. Scrada) насеље је у Румунији у округу Горж у општини Берлешти. Oпштина се налази на надморској висини од 289 m.

## Становништво
Према подацима из 2002. године у насељу је живело 300 становника, од којих су сви румунске националности.